# Berit Nøkleby
Berit Nøkleby (* 25. September 1939 in Drammen, Norwegen; † 26. Juli 2018) war eine norwegische Historikerin, Biografin und Übersetzerin. Sie publizierte vor allem über die Geschichte Norwegens während der deutschen Besatzung 1940 bis 1945 und übersetzte Bücher aus mehreren Sprachen ins Norwegische.

## Leben und Wirken
Berit Nøkleby studierte an der Universität Oslo Geschichte, unter anderem bei Magne Skodvin. Von 1967 bis 1970 arbeitete sie mit einem Forschungsstipendium als wissenschaftliche Mitarbeiterin am Norges Hjemmefrontmuseum (Norwegisches Widerstandsmuseum) auf der Festung Akershus in Oslo. In dieser Zeit erhielt sie 1969 mit einer Arbeit über Curt Bräuer einen Abschluss als cand. philol. und schrieb mit Olav Riste das Buch Norway 1940–1945. The Resistance Movement, das erstmals 1970 bei Tanum in Oslo und später in mehreren Neuauflagen erschien. Anschließend arbeitete sie bis 1974 mit einem Forschungsstipendium des „Norges almenvitenskapelige forskningsråd“, einer Vorgängerinstitution des Norwegischen Forschungsrates, an weiteren Schriften.
Danach unterrichtete sie in Finnland an Schulen und an der Universität Helsinki.
Sie starb am 26. Juli 2018 und wurde am 9. August 2018 in Ski beigesetzt.

## Schriften
- Fra november til april. Sendemann Bräuers personlige politikk. In: Helge Paulsen (Red.): 1940: Fra nøytral til okkupert. Universitetsforlaget, Oslo 1969.
- mit Olav Riste: Norway 1940–1945. The Resistance Movement. Tanum, Oslo 1970. 3. Auflage: Aschehoug, Oslo 1999, ISBN 82-03-22087-8.
- Adjusting to Allied Victory. In: Henrik S. Nissen (Hrsg.): Scandinavia during the Second World War. Universitetsforlaget, Oslo und University of Minnesota Press, Minneapolis 1983, ISBN 82-00-05472-1.
- Nyordning (= Magne Skodvin (Hrsg.): Norge i krig. Fremmedåk og frihetskamp 1940–1945. Band 2). Aschehoug, Oslo 1985, ISBN 82-03-11417-2
- Holdningskamp (= Magne Skodvin (Hrsg.): Norge i krig. Fremmedåk og frihetskamp 1940–1945. Band 4). Aschehoug, Oslo 1986, ISBN 82-03-11419-9.
- Pass godt på Tirpitz. Norske radioagenter i Secret Intelligence Service 1940–1945. Gyldendal, Oslo 1988, ISBN 82-05-17705-8.
- Da krigen kom. Norge september 1939–juni 1940. Gyldendal, Oslo 1989, ISBN 82-05-17748-1.
- (Hrsg.): Politifange i Tyskland. Birger Kolstads dagbok fra Stutthof-leiren. Lokalhistorik, Espa 1988, ISBN 82-7404-043-0.
- Josef Terboven. Hitlers man i Norge. Gyldendal, Oslo 1992, ISBN 82-05-20221-4.
- mit Hans Fredrik Dahl, Guri Hjeltnes, Nils Johan Ringdal, Øystein Sørensen (Hrsg.): Norsk krigsleksikon 1940–45. Cappelen, Oslo 1995, ISBN 82-02-14138-9.
- Skutt blir den. Tysk bruk av dødsstraff i Norge 1940–1945. Gyldendal, Oslo 1996, ISBN 82-05-22173-1.
- mit Ole Kristian Grimnes: Spor i tid. Norge etter 1850. Aschehoug, Oslo 1997, ISBN 82-03-32330-8.
- mit Guri Hjeltnes: Barn under krigen. Aschehoug, Oslo 2000, ISBN 82-03-22206-4.
- (Red.): Johannes Martin Hennig: Ein tysk soldats dagbok frå krigen i Nord-Norge. Erlebnisbericht. Norske Samlaget, Oslo 2002, ISBN 82-521-6113-8
- Gestapo. Tysk politi i Norge 1940–45. Aschehoug, Oslo 2003, ISBN 82-03-22788-0, Neuauflage: 2017, ISBN 978-82-03-29649-9.
- Krigsforbrytelser. Brudd på krigens lov i Norge 1940–45. Pax, Oslo 2004, ISBN 82-530-2710-9 (Rezension von Izabela Dahl auf edoc.hu-berlin.de).
- mit Ane Langballe Ellingsen: Norge i krig i bilder. Bildband. Aschehoug, Oslo 2009, ISBN 978-82-03-23656-3.
- Politigeneral og hirdsjef Karl A. Marthinsen. Aschehoug, Oslo 2010, ISBN 978-82-03-29226-2.
- Hitlers Norge. Okkupasjonsmakten 1940–1945 Cappelen Damm, Oslo 2016, ISBN 978-82-02-51745-8 (Rezension von Martin Moll auf hsozkult.de).

Sie schrieb auch Beiträge für die Neuauflage des fünfbändigen Heimatkundebuches Drammen. En norsk østlandsbys utviklingshistorie.

## Übersetzungen
- Fredsgeneralen. General Sir Andrew Thornes rapporter fra frigjøringen av Norge 1945. Aschehoug, Oslo 1995, ISBN 82-03-22095-9.[4][5] (Übersetzung eines Erlebnisberichtes des britischen Generals Andrew Thorne aus dem Englischen.)
- Nakne soldater. Aschehoug, Oslo 1995, ISBN 82-03-22062-2.[6] (Aus dem Englischen: H. Kynoch: The Naked Soldiers. Excalibur Press, London 1995, ISBN 1-85634-572-6.)
- De gamle egypterne. Myter, kunst og levende symboler. Cappelen Damm, Oslo 2000, ISBN 82-02-19583-7.[7] (Aus dem Englischen: Joann Fletcher: Ancient Egypt. Life, Myth, and Art. Duncan Baird, London 1999, ISBN 1-900131-08-0.)
- Historisk verdensatlas. Konemann, Köln 2000, ISBN 3-8290-3366-4.[8] (Aus dem Englischen: John Haywood: World Atlas of the Past. Oxford University Press, Oxford 2000, ISBN 0-19-521692-X.)
- Egypt. Faraoenes verden. Spektrum, 2007, ISBN 978-82-7822-575-2.[9] (Aus dem Deutschen: Regine Schulz, Matthias Seidel (Hrsg.): Ägypten. Die Welt der Pharaonen. Könemann, Köln 1997, ISBN 3-89508-541-3.)
- 1905. Nye perspektiver. Aschehoug, Oslo 2005, ISBN 82-03-23177-2. (Aus dem Schwedischen: Torbjörn Nilsson: 1905. Unionsupplösningens år nya perspektiv på ett svensk-norskt drama. Carlsson, Stockholm 2005, ISBN 91-7203-668-0.)

## Auszeichnungen
Für das Buch Gestapo. Tysk politi i Norge 1940–45 erhielt sie 2003 als Sachbuchautorin den „Arthur-Holmesland-Preis“ des Aschehoug Verlages, der aus einem Preisgeld von 50.000 Norwegischen Kronen und einer Statuette des Bildhauers Skule Waksvik besteht.

## Medien
Berit Nøkleby wirkt in dem 2010 erschienenen Dokumentarfilm Strengt hemmelig von Benedicte Orvung über den deutschen Polizeichef in Norwegen Karl Marthinsen mit.